# Yunfu
Yunfu (chiń. 云浮; pinyin Yúnfú) – miasto o statusie prefektury miejskiej w południowych Chinach, w prowincji Guangdong. W 2010 roku liczba mieszkańców miasta wynosiła 107 762. Prefektura miejska w 1999 roku liczyła 2 508 546 mieszkańców.